# Anopheles melas
Anopheles melas är en tvåvingeart som beskrevs av Theobald 1903. Anopheles melas ingår i släktet Anopheles och familjen stickmyggor. Inga underarter finns listade i Catalogue of Life.